# Air Dilijans
Die Air Dilijans (ehemals Armenia Aircompany) ist die nationale Fluggesellschaft Armeniens mit Sitz in Jerewan und Basis auf dem Flughafen Jerewan.

## Geschichte
Die Fluggesellschaft wurde am 25. November 2015 gegründet und nahm den Flugbetrieb am 21. April 2016 auf.
Die Gründer waren Tamaz Gaishvili und Robert Hovhannisyan. Gaishvili besitzt 25 %, Hovhannisyan 24 % und Ashot Torosyan 51 % der Firma.
Mit Wirkung vom 2. Juni 2020 hat die EU die Einreise jeglicher Fluggeräte aus Armenien aufgrund von Sicherheitsbedenken untersagt.
Im Juni 2023 nannte sich die Fluggesellschaft zu Air Dilijans um (nach anderen Quellen im März 2023).
Ende 2024 wurde Air Dilijans in die EU-Flugsicherheitsliste aufgenommen und darf somit keine Flugzeuge innerhalb der Europäischen Union betreiben.
Seit 2025 verfügt die Airline über keine Flugzeuge mehr und verlor dadurch auch das Luftfahrtsbetreiberzeugnis.

## Ziele
Die Airline bedient zurzeit keine Flughäfen.Stand 2025

## Flotte
Mit Stand Juli 2025 verfügt Air Dilijans über keine Flugzeuge.
| Flugzeugtyp | Anzahl | Bestellungen | Anmerkungen | Sitzplätze (Business/Economy) | Baujahr            | Alter (Jahre) |
| ----------- | ------ | ------------ | ----------- | ----------------------------- | ------------------ | ------------- |
| Keine       | -      |              |             | —                             | –                  | -             |
| Gesamt      | 0      |              |             |                               | Durchschnittsalter | 0             |

## Ehemalige Flugzeugtypen

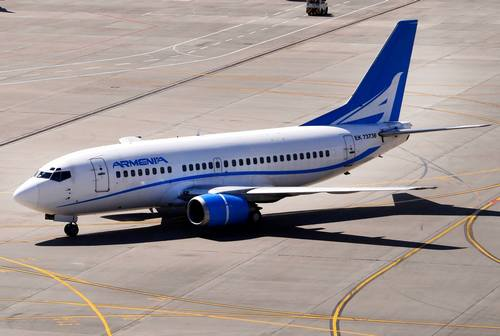
Boeing 737-500 der Armenia Aircompany (2017)
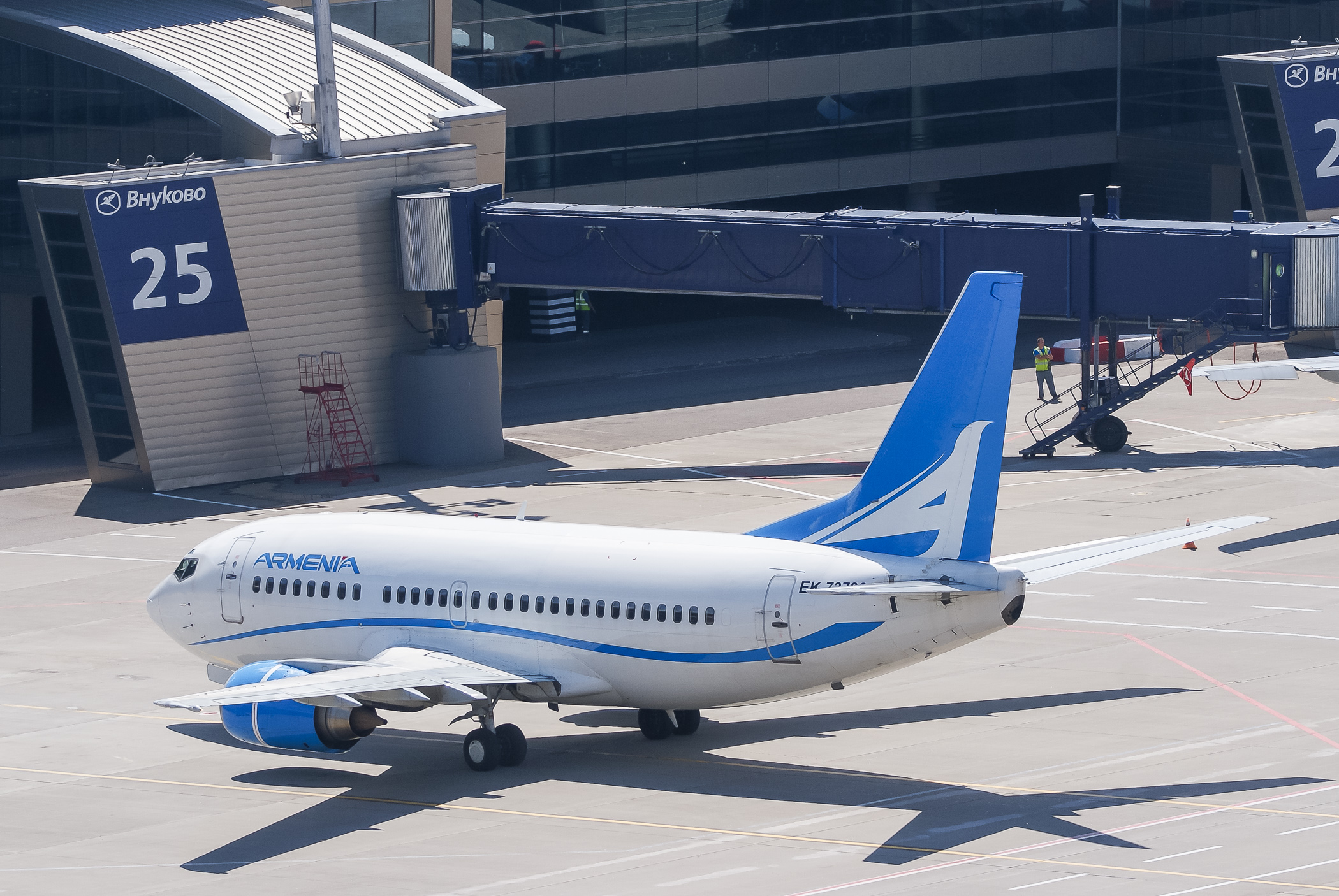
Boeing 737-500 der Fluggesellschaft (2016)
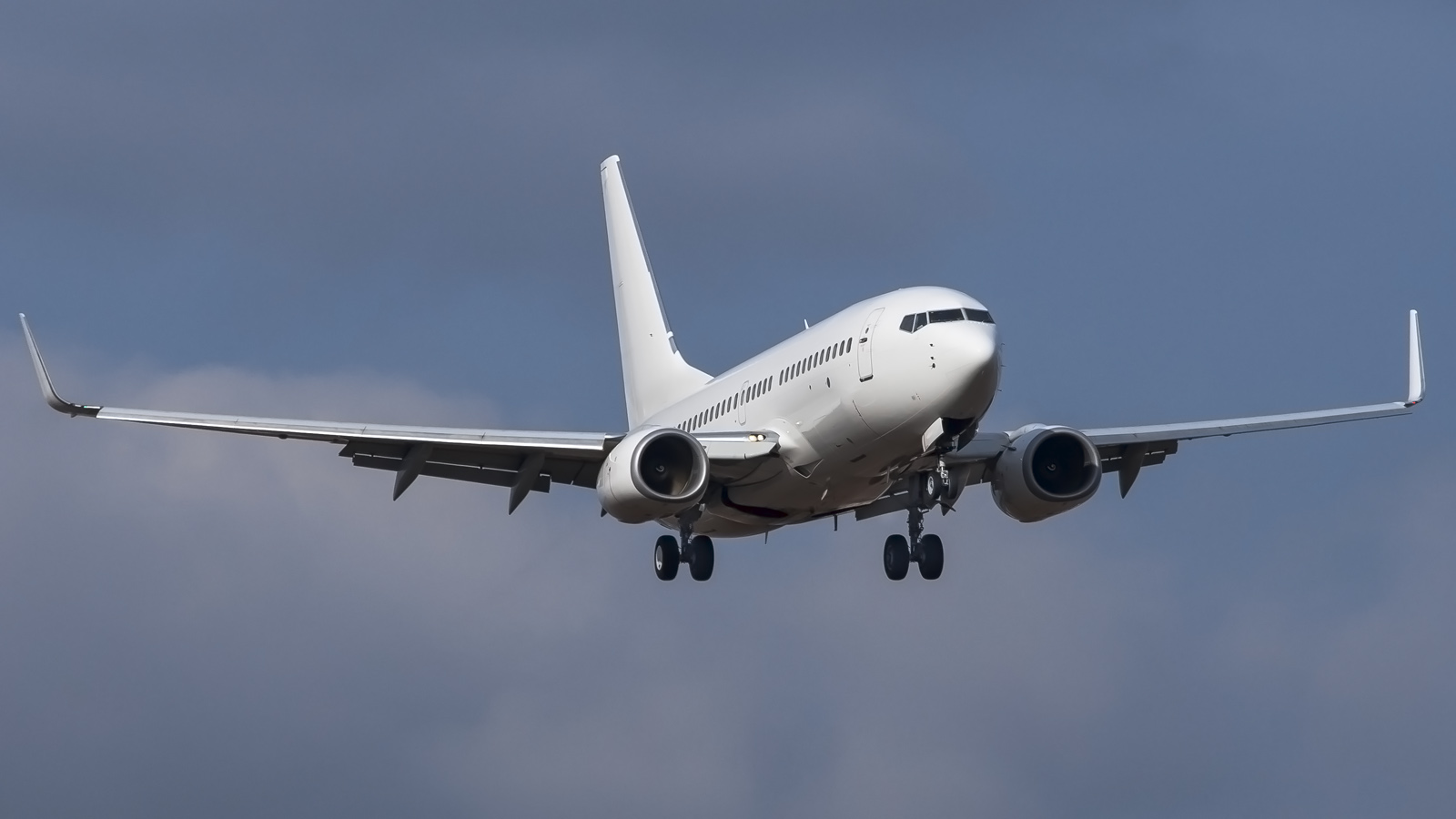
Boeing 737-700 der Fluggesellschaft (2017)

- Boeing 737-700
- Boeing 737-500